# Алфьоров Яків Тимофійович
Яків Тимофійович Алфьоров (нар. 1903, Харків, Російська імперія — пом. 1976, Харків, УРСР) — російський, український та радянський футболіст, нападник та півзахисник, гравець збірної СРСР.

## Клубна кар'єра
Футбольну кар'єру розпочав у «Вікторії» (Харків), кольори якої захищав до 1921 року. Потім перейшов у «Штурм» (Х), у 1923—1924 роках виступав також за «Рабіс». З 1925 року захищав кольори ХПЗ, а в 1928 році перейшов у харківське «Динамо». У 1933 році став гравцем ХЕМЗ, у футболці якого провів 4 поєдинки в першому розіграші кубку СРСР. Футбольну кар'єру завершив у 1937 році в харківському «Сталінці», за команду якого провів 2 поєдинки в кубку СРСР.

## Кар'єра в збірній
Викликався до складу збірної СРСР, у футболці якої дебютував 21 вересня 1930 року проти збірної Москвию У тому поєдинку Яків відзначився двома забитими м'ячами. Окрім цього матчу, зіграв ще 2 неофіційні поєдинки, проти збірної Ленінграду (відзначився голом) та проти норвезького клубу «Сарпсборг».